# Robert Holmes (compositore)
Robert Holmes (...) è un compositore statunitense.
È noto principalmente come autore della colonna sonora della serie di videogiochi Gabriel Knight: i  suoi lavori più memorabili possono essere trovati nella seconda parte della serie. Holmes ha una figlia con la quale suona nel gruppo degli The Scarlet Furies ed è sposato con Jane Jensen, creatrice e disegnatrice della serie Gabriel Knight.